# Amilly (Loiret)
Amilly é uma comuna francesa na região administrativa do Centro-Vale do Loire, no departamento de Loiret. Estende-se por uma área de 40.26 km². Em 2010 a comuna tinha 13 689 habitantes (densidade: 340 hab./km²).